# Лонг Сујен
Лонг Сујен (виј. Long Xuyên) је град у Вијетнаму у покрајини An Giang. Према резултатима пописа 2009. у граду је живело 320.183 становника.